# Half Naked & Almost Famous
Half Naked & Almost Famous è un EP del rapper statunitense Machine Gun Kelly, pubblicato nel 2012.

## Tracce
1. Warning Shot (feat. Cassie) – 3:20
2. Wild Boy (feat. Waka Flocka Flame) – 3:49
3. See My Tears – 4:09
4. Half Naked & Almost Famous – 2:51
5. EST 4 Life (feat. Dubo & DJ Xplosive) – 2:52

Note
- See My Tears contiene un sample di Rain, canzone interpretata da Armin van Buuren e Cathy Burton.
- Half Naked & Almost Famous contiene un sample tratto da Young Blood interpretata da The Naked and Famous.
- Warning Shot contiene elementi di Electric Bloom, canzone scritta da Jack Bevan, Edwin Congreave, Walter Gervers, Yannis Philippakis e Jimmy Smith, interpretata dai Foals.